# Луций Помпоний Силван
Луций Помпоний Силван (на латински: Lucius Pomponius Silvanus) е сенатор на Римската империя през 2 век.
През май 121 г. той е суфектконсул заедно с Тит Помпоний Антистиан Фунизулан Ветониан.